# Gjøl (plaats)
Gjøl is een plaats in de Deense regio Noord-Jutland, gemeente Jammerbugt.
De plaats telt 931 inwoners (2008).
- Nationale Bibliotheek van Israël: 987007559738305171
- Virtual International Authority File: 154788442